# Louis Hagen
Louis Hagen, gebürtig Ludwig Levy (* 15. Mai 1855 in Köln; † 1. Oktober 1932 ebenda), war ein deutscher Bankier, der mit seiner Bank Industriepolitik betrieb und dadurch zur deutschen Wirtschaftselite aufstieg.

## Werdegang
Seine Eltern waren Hermann Abraham Löb (dann: Levy; * 1825, † 1873), der seit 1852 mit Johanna Coppel (* 1832, † 1902) verheiratet war, deren ebenfalls jüdische Eltern in Solingen eine Stahlwaren- und Waffenfabrik betrieben. Aus der Ehe gingen sieben Kinder hervor (neben Louis u. a. Carl, Fanny, verheiratet mit Maximilian Kempner, Albert und Elise). Louis Levy besuchte das Friedrich-Wilhelm-Gymnasium (Köln) und für zwei Semester die Handelshochschule in Antwerpen, bevor er bei Jacob Freiherr von Landau in dessen Bank- und Handelshaus Jacob Landau in Berlin seinen Ausbildungsweg im Bankfach begann. Nach dem frühen Tode seines Vaters trat Louis Levy 1873 in die väterliche Bank „Bankhaus A. Levy & Co.“ ein und fungierte dort seit 1877 als Teilhaber. Das Kölner Bankwesen war damals führend im Westen durch die Finanzierung der Industrialisierung im Rheinland und Ruhrgebiet. Hier residierten insbesondere Sal. Oppenheim (seit 1789), Bankhaus J. H. Stein (1790), A. Schaaffhausen’scher Bankverein (seit 1791) oder das Bankhaus I. H. Herstatt (seit 1793).

## Aufstieg der Bank
Louis Levy bemühte sich um das Bankgeschäft mit der industriellen Unternehmenskundschaft, wodurch er seine Frau Anna Emma Hagen (* 20. August 1866, † 14. Februar 1929) kennenlernte. Deren Vater Gottfried Hagen (*1829, † 1900) war ein angesehener Kölner Metallhändler und Bleirohrfabrikant. Im Jahr 1886 heiratete Levy seine Verlobte Anna Emma Hagen, konvertierte zum Katholizismus und nahm 1893 ihren Familiennamen Hagen an. 
Die Gründung der Kölner Land- und Seekabelwerke im Mai 1898 erforderte hohen Kapitalbedarf, der durch Vermittlung von Louis Hagens Bank mit einer 50%igen Aktienbeteiligung von einem Bankenkonsortium gedeckt und vom Konsortium 1901 an Felten & Guilleaume veräußert wurde. Der Beteiligungserwerb förderte das Wachstum dieses Kölner Unternehmens. Hagen war 1903 wesentlich an der Schaffung eines Kartells in der Sprengstoffindustrie beteiligt. Die Vereinigten Stahlwerke van der Zypen waren 1903 aus der Fusion der Wissener Bergwerks- und Hütten-AG mit dem Kölner Stahlwerk Gebr. van der Zypen hervorgegangen, wobei Hagen maßgeblichen Anteil an den Fusionsbemühungen zugeschrieben wird. 1913 finanzierten das Bankhaus A. Levy & Co. („Levybank“) und Oppenheim dem neu gegründeten „Deutschen Verlagsverein“ die Übernahme des Scherl-Zeitungsverlags für 8 Millionen Mark, um ihn vor dem Erwerb durch einen liberalen Verlag zu schützen. Im Januar 1908 bot Hagen sein Thyssen-Aktienpaket dem Industriellen Hugo Stinnes an, der jedoch ablehnte.  Nach 1918 erwarb Hagen zusammen mit Thyssen, Klöckner und Otto Wolff von Amerongen hieran die Aktienmehrheit von der Deutschen Bank AG; bis 1923 verfügte Hagen zusammen mit Otto Wolff über die Aktienmehrheit, die er dann 1924 Otto Wolff alleine überließ. Hagen hatte auch Bankverbindung zum Eschweiler Bergwerksverein, an dessen Fusion mit dem Luxemburger Stahlunternehmen Arbed 1913 er maßgeblichen Anteil hatte, was ihm einen Verwaltungsratsposten bei Arbed einbrachte. Als das Unternehmen seines Schwiegervaters 1922 in eine Aktiengesellschaft umwandelte, war die Levybank zur Stelle (das Unternehmen blieb jedoch überwiegend in Familienbesitz). Die Phoenix AG für Bergbau und Hüttenbetrieb befand sich 1925 in einer Krise, die durch Liquiditätskredite von der Darmstädter und Nationalbank und dem Bankhaus Levy abgewendet werden konnte. Durch Hagen wurde das Bankhaus A. Levy zu einem der bedeutendsten Privatbankiers der Weimarer Republik.

## Mandatstätigkeit und Ämter
Hagen gehörte zu den Bankiers, die ihre Firmenkontakte untereinander verknüpften („big linkers“). Seine Hauptaufgabe bestand in der Bündelung industrieller Interessen, die zahlreiche Fusionen förderte. Die Kontakte zur Industrie brachten nicht nur seiner Bank Geschäfte, sondern führten zu einer Vielzahl von Aufsichtsrats- und Verwaltungsratsposten für Hagen. Diese ermöglichten ihm einen tieferen Einblick in das jeweilige Unternehmen und ausgedehnte Kontrollmöglichkeiten. Er vereinigte 1912 insgesamt 39 Aufsichtsratsmandate, 1927 bereits 58 Mandate auf sich, zum Höhepunkt 1930 waren es sogar 93. Deswegen wird er von Historikern – neben Jakob Goldschmidt, der bis zu 123 Aufsichtsratsmandate belegte, als „König der Aufsichtsräte“ tituliert.
Daneben nahm Hagen zahlreiche öffentliche Ämter wahr. 1904 wurde er zum Kommerzienrat, 1916 zum Geheimen Kommerzienrat ernannt. Seit 1906 war er Mitglied der Handelskammer zu Köln, 1912 wurde er zu deren stellvertretendem Vorsitzenden und 1915 erstmals zum Präsidenten gewählt. Dieses Amt hatte er bis zu seinem Tode 1932 inne. Zwischen 1909 und 1929 war er Stadtverordneter, 1921 bis 1930 Mitglied im Preußischen Staatsrat. Außerdem war er im Hauptausschuss des Deutschen Industrie- und Handelstages, im Vorläufigen Reichswirtschaftsrat und von 1913 bis 1929 im Rheinischen Provinziallandtag vertreten und war ferner Mitglied im exklusiven Generalrat der Reichsbank. Von 1922 bis zu seinem Tod war er „Förderndes Mitglied“ der Kaiser-Wilhelm-Gesellschaft.

## Kontakte zu Konrad Adenauer
1919 wechselte Hagen zur Zentrumspartei, in der auch der Kölner Oberbürgermeister Konrad Adenauer Mitglied war. Hagen war nachfolgend aktiv in die deutsche Politik involviert. Er war insbesondere am Versuch beteiligt, das Rheinland zu einem mindestens währungspolitisch autonomen Staat innerhalb der deutschen Republik zu machen. Den „Aufzeichnungen zu den Friedensverhandlungen von Versailles im Jahre 1919“ des Generalkommissars der deutschen Friedensdelegation, Ministerialdirigent Hans Simons, zufolge waren am 6. Juni 1919 aus Köln der Regierungspräsident Karl von Starck, Oberbürgermeister Adenauer, der Bankier Louis Hagen sowie einige Abgeordnete anwesend. Hagen führte Verhandlungen mit Frankreich über die Errichtung einer Rheinisch-Westfälischen Notenbank, wie aus seinem Brief vom 31. Dezember 1923 an den damaligen Reichskanzler Wilhelm Marx hervorgeht. Frankreich ging davon aus, dass alle wichtigen Bankiers der besetzten französischen Gebiete bereit seien, eine „Rheinische Notenbank“ zwecks eigener rheinischer Währung („Rhein-Mark“) zu gründen. Im November 1922 gründeten Hagen und OB Adenauer eine Kölner Notgemeinschaft, die die finanzielle Notlage der durch die Inflation betroffenen Kleinrentner lindern sollte. Hagen erwarb privat im Jahr 1916 das Schloss Birlinghoven, in dessen Gästebuch sich Oberbürgermeister Konrad Adenauer am 21. Oktober 1917 erstmals verewigte.

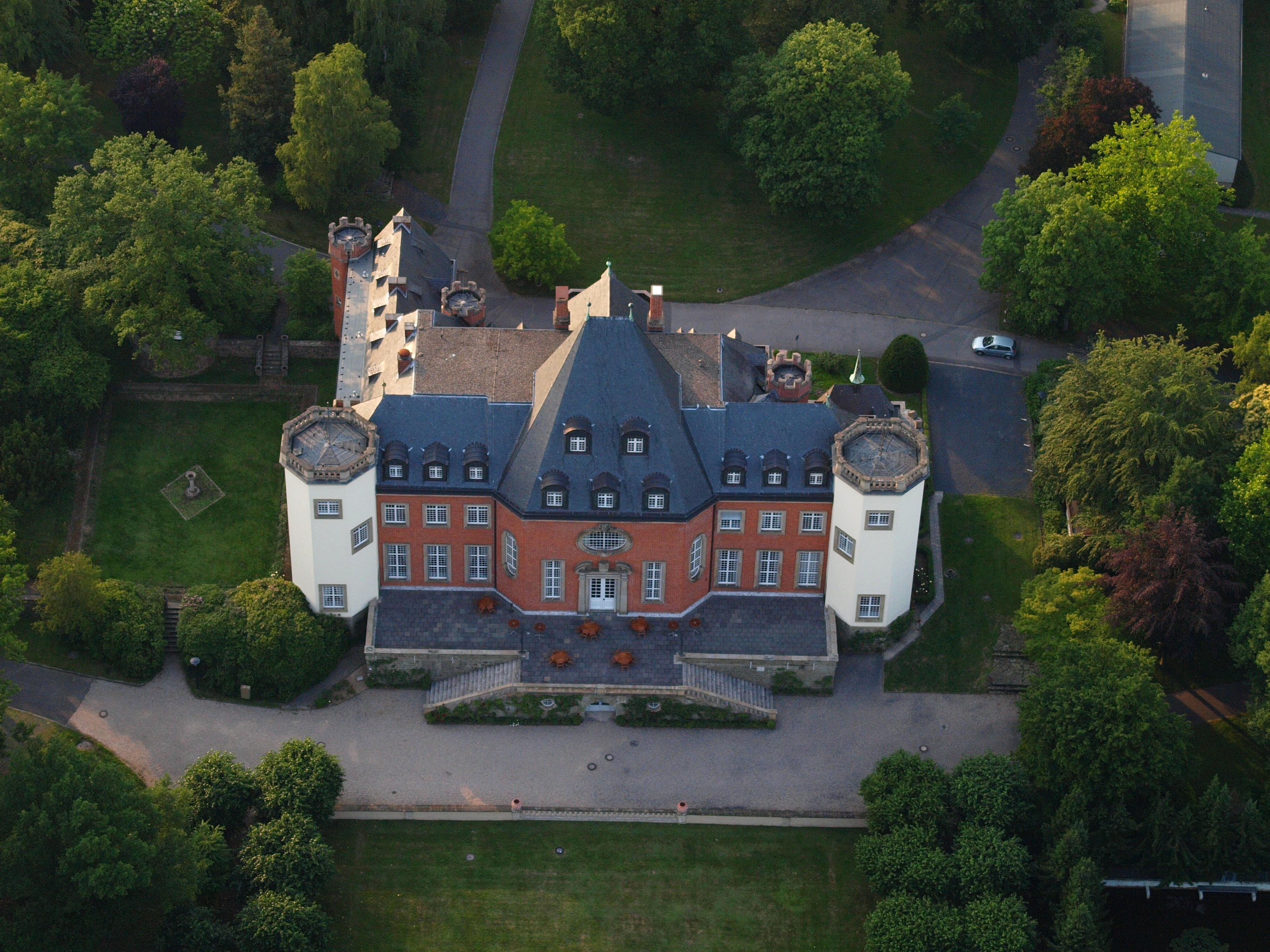
Schloss Birlinghoven

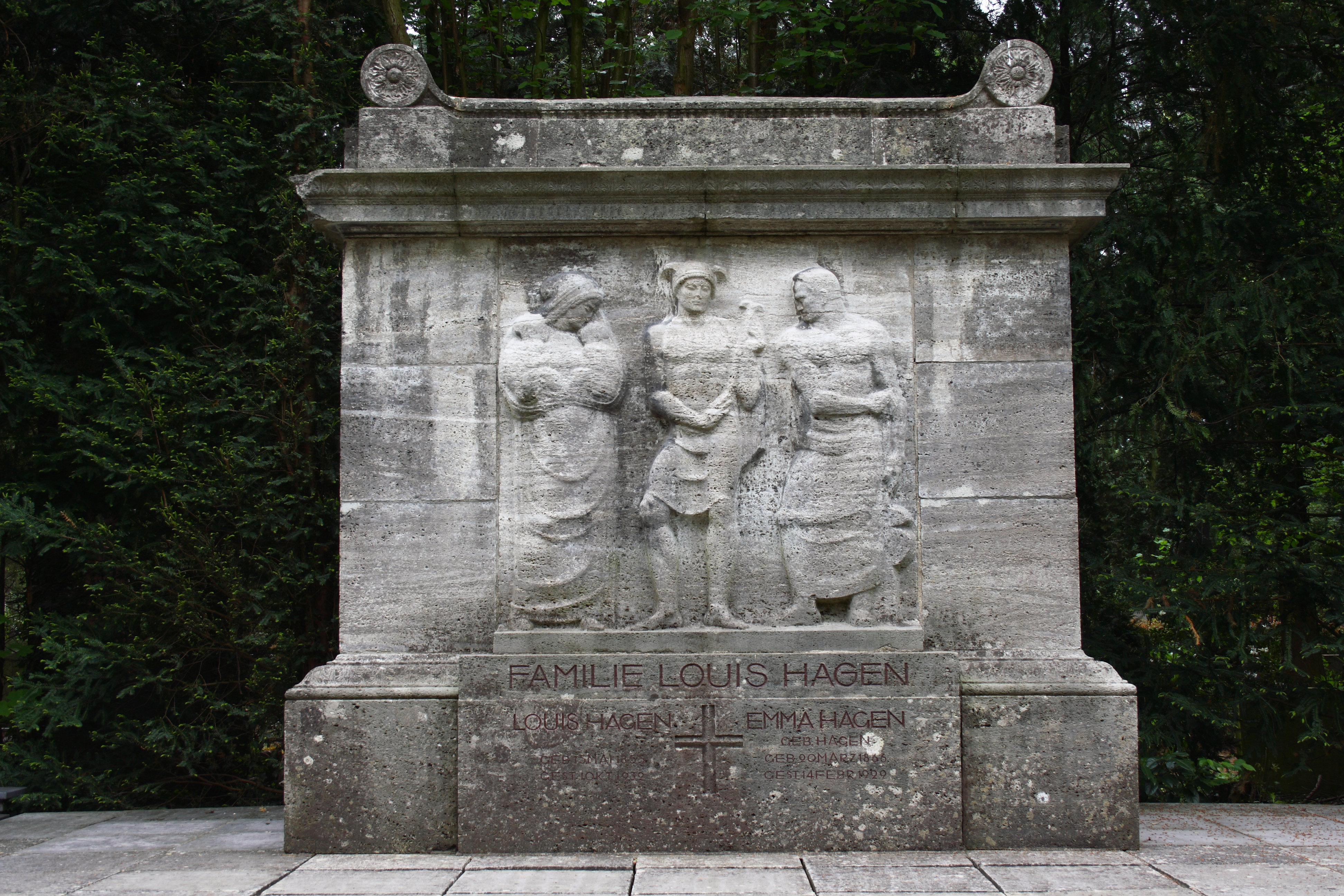
Grabmal für Louis Hagen auf dem Kölner Melaten-Friedhof

## Krise seiner Bank
Seit 1922 war das Bankhaus Levy in einer Interessengemeinschaft (heute: Ergebnisabführungsvertrag) mit dem Bankhaus Sal. Oppenheim verbunden. Hagen wird 1928 Mitinhaber des Bankhauses Oppenheim. Hagen, der als skrupelloser Spekulant charakterisiert wird, brachte seine Bank ab 1929 in eine sich verschärfende Liquiditätskrise. Im August 1931 hatte die Levybank Auslandsschulden von mindestens 50 Millionen Reichsmark. Schwierigkeiten verursachten die Großkredite an Industrie und Kommunen. Da diese Kredite nicht mehr zu mobilisieren waren, aber die Auslandsgläubiger Rückzahlung verlangten, drohte der Bank Zahlungsunfähigkeit. Diese gefährdete über die Interessengemeinschaft auch Oppenheim, sodass man sich im November 1932 entschloss, die Gewinn- und Verlustgemeinschaft aufzuheben. 
Zum Höhepunkt der Krise zog sich Hagen 75-jährig 1931 aus dem Bankgeschäft zurück und übertrug seine Aufgaben dem Prokuristen Hermann Leubsdorf, der auch die Gesellschafterfunktion bei Levybank und Oppenheim übernahm. Die Abwicklung des Bankhauses Levy war auf das fragwürdige Geschäftsgebaren Hagens zurückzuführen und hätte nach Auffassung Friedrich Carl von Oppenheims auch ohne „Arisierung“ stattfinden müssen. Das Bankhaus A. Levy wurde bis zum 31. Dezember 1935 fortgeführt, um Gerüchte über einen bevorstehenden Konkurs zu vermeiden. Im „Deutschen Volkswirt“ vom 31. Januar 1936 wurde die Eingliederung des Bankhauses A. Levy in das Bankhaus Sal. Oppenheim & Cie. ausdrücklich aufgrund der sich ergebenden und genutzten „Gelegenheit ..., durch die jetzt vorgenommenen personellen Änderungen den Rest des nichtarischen Charakters zu beseitigen“, begrüßt. Am 31. Dezember 1938 ist das Bankhaus Levy auf Hagens Erben übergegangen und am 10. Januar 1939 endgültig liquidiert worden.

## Tod
Hagens letzte Amtshandlung war am 30. September 1932 die Einweihung der neuen Kölner Handelskammer und Börse (Unter Sachsenhausen 4; jetzt: Oppenheim), bei der er am Abend einen Schlaganfall erlitt und am 1. Oktober 1932 verstarb. Sein langjähriger Freund Konrad Adenauer hielt am 4. Oktober 1932 die Trauerrede. Er hatte zwei Töchter, die beide in Adelsfamilien einheirateten: Elisabeth (* 20. August 1886; † 16. April 1979) heiratete 1909 Clemens Freiherr von Wrede-Melschede, Maria (1889–1943) heiratete 1911 Robert Freiherr von Dobeneck und nach dessen Tod in zweiter Ehe 1932 Stanislaus Graf Strachwitz von Groß-Zauche und Camminetz.

## Ehrungen
- 1925: Ehrenbürger der Universität zu Köln[21]